# Justin Simmons
Pour les articles homonymes, voir Simmons.
(en) Statistiques sur pro-football-reference
Justin Simmons, né le 19 novembre 1993 à Manassas (Virginie), est un joueur américain de football américain évoluant au poste de safety en National Football League (NFL).
Après avoir joué pour les Eagles de Boston College pendant quatre saisons (2012-2015) au niveau universitaire dans la NCAA Division I FBS, il est sélectionné en 98e choix global lors du 4e tour de la draft 2016 de la NFL par la franchise des Broncos de Denver. Il y reste huit saisons (2016-2023) avant d'être libéré le 7 mars 2024 par les Broncos pour libérer 14,5 millions de dollars de leur masse salariale. Il s'engage pour un an le 15 août 2024 avec les Falcons d'Atlanta.